# Scarlatti (cràter)
Scarlatti és un cràter d'impacte en el planeta Mercuri de 132 km de diàmetre. Porta el nom dels compositors italians Domenico Scarlatti (1685-1757) i Alessandro Scarlatti (1660-1725), i el seu nom va ser aprovat per la Unió Astronòmica Internacional el 1979.
Va ser descobert el 1974 per la sonda espacial Mariner 10.
|                                 |
| Posició de Scarlatti en Mercuri |

Té un pic anul·lar prominent i el seu sòl està cobert per material llis suau. El cràter mostra una característica de col·lapse arquejat (forat central) al llarg del pic anul·lar. La grandària del forat, que es va veure per primera vegada a les imatges de la sonda espacial MESSENGER obtingudes el gener de 2008, és de 38 × 12 km. Una característica d'aquest tipus pot ser el resultat del col·lapse d'una cambra magmàtica subjacent al pic anul·lar complex del cràter. La característica de col·lapse és anàloga a les calderes volcàniques de la Terra.
Es creu que Scarlatti té la mateixa edat que la conca Caloris.